# Bisses
Bisses ist ein Ortsteil der Gemeinde Echzell im hessischen Wetteraukreis. Der Ort liegt nordöstlich von Echzell in der Wetterau. Westlich des Ortes fließt die Horloff.

## Geschichte

### Limes
Der Limes verlief am westlichen Ortsrand vorbei. Etwa 800 m entfernt von dem südlichen Siedlungsrand des damaligen Dorfes wurden gegen Ende des 19. Jahrhunderts Reste eines römischen Kastells auf der "Haselheck" entdeckt.

### Ortsname und Ersterwähnung
Der Ort wurde wahrscheinlich um 800 bis 900 n. Chr. besiedelt. Der Ortsname Bisses wird hergeleitet von „Biso.“ Demnach bedeutet Bisses „Heim des Biso.“ Allerdings hat Karl Weigand den Namen Bisses von mittelhochdeutsch „biscz“ abgeleitet und als „unfruchtbaren unergiebigen Boden“ und „Misswachs“ gedeutet.
Das Dorf soll im 12. Jahrhundert gegründet worden sein.
Die älteste erhaltene Erwähnung von Bisses stammt vom 24. Juli 1361: Der Edelknecht „Wernher von Byeses“ und seine Frau Else verkauften dem Propst Rudolf Rule zu Wetzlar an diesem Tag Güter in Rendel.
Aus dieser Zeit stammte wahrscheinlich die Wasserburg Bisses am östlichen Rand des Dorfes. Diese Burg spätestens nach dem Dreißigjährigen Krieg zerstört war.
Am 23. Mai 1384 bekannte der Edelknecht Friedrich von Echzell eine Stiftung für sich und seine verstorbene Frau Gude von einem Hof zu Bisses. Der wurde „Bunenhof“ genannt und lag neben dem Hof von Rupiln Zymmermann.

### Burglehen
Das fuldische Burglehen befand sich vom Ende des 14. bis Mitte des 15. Jahrhunderts im Besitz der Herren von Lüder, kam dann in den Besitz der Herren von Doernberg, bevor es die Familie von Buchenau am Anfang des 17. Jahrhunderts übernahm. Danach kam es durch Einheirat an die Herren von Nagel. Am Anfang des 18. Jahrhunderts wurde ein Teil des Burggutes von den Freiherren von Sell ererbt.
Nach dem Dreißigjährigen Krieg wurde im Dorf ein großes Haus von den Besitzern des Burggutes erbaut, das seine Sonderstellung schon dadurch erhält, dass es traufseitig zur Straße steht, während die übrigen Häuser giebelseitig gebaut wurden. Bis 1781 hatten die Freiherren von Nagel die Patrimonialgerichtsbarkeit über Bisses. Das Burggut wurde am 12. Mai 1783 von der Landgrafschaft Hessen-Darmstadt für 23.600 Gulden gekauft.
1830 lebten im Dorf 323 Einwohner, von denen 41 jüdischen Glaubens waren, alle anderen evangelisch. 29 waren Bauern, 19 andere „Professionisten.“ Der Ort bestand aus 54 Häusern.

### Hexenverfolgung
Die Hexenverfolgung im Amt Bingenheim geschah während der Regentschaft von Landgraf Wilhelm Christoph (Hessen-Homburg). Darüber berichtet eine zeitgenössische Chronik: „Erster Brandt der Schweinhirt von Bisses, welchem der bös feeindt den Halß zerbrochen im gefängniß.“ Dies geschah am 9. November 1652. Im gleichen Jahr wurde „der Jud Löw von Bisses lebendig verbrannt.“ Eine Frau starb im Sommer 1653 während der Folter.

### Schule
Eine Schule bestand in Bisses vermutlich seit dem Beginn des 17. Jahrhunderts. Seit 1651 sind Lehrer in Bisses nachweisbar.
Nach dem Weggang der Familie von Nagel wurde die große Stube in ihrem Haus zur Schulzwecken bis 1881 genutzt. In diesem Jahr wurde die neue Schule eingeweiht. Nach dem Zweiten Weltkrieg besuchten bis zur Eingemeindung nach Echzell auch die Kinder aus Grund-Schwalheim die Schule in Bisses.

### Territorialgeschichte
Im Mittelalter gehörte Bisses zur Fuldischen Mark und lag im Gebiet des Echzeller Forsts. Die nordöstliche Grenze der Fuldischen Mark bildete die Landwehr an der Grenze zu Utphe, „einen bedeutenden Graben, welcher sich zwischen der Grund-Schwalheimer, Echzeller und Bisher Gemarkungsgrenzen, in einer gleich bleibenden Breite von etwa 8 Klaftern hinzieht.“ Um 1830 soll der Graben noch mit „Gebüsch und uralten Bäumen bewachsen gewesen sein.“ Das Gebiet war später das Amt Bingenheim.
Im Dreißigjährigen Krieg litt das Dorf wie auch die übrige Fuldische Mark besonders 1622 unter den Truppen des Peter Ernst II. von Mansfeld. Das Mansfeldsche Kriegsschadensregister nennt allein 36 betroffene Personen in Bisses.

Die Ämter-Struktur wurde im Großherzogtum Hessen 1821 aufgelöst. 
 Die bisher von den Ämtern wahrgenommenen Aufgaben wurden Landräten (zuständig für die Verwaltung) und Landgerichten (zuständig für die Rechtsprechung) übertragen. Bisses kam so zum Landratsbezirk Nidda und zum Landgericht Nidda. Die gerichtliche Zuständigkeit wechselte 1879 zum Amtsgericht Nidda.
Bisses gehörte seit 1832 zum Kreis Nidda und kam 1874 nach einer Verwaltungsreform zum Landkreis Büdingen. 1972 fusionierte der Landkreis Büdingen mit dem Landkreis Friedberg (Hessen) zum Wetteraukreis.
Im Zuge der Gebietsreform in Hessen wurde die bis dahin selbständige Gemeinde Bisses zum 1. Oktober 1971 auf freiwilliger Basis als Ortsteil nach Echzell eingemeindet.
Ein Ortsbezirk nach der Hessischen Gemeindeordnung wurden nicht errichtet.

### Das moderne Bisses
Im Ort gibt es eine Seniorenresidenz. Noch immer hat Bisses seinen Charakter als Straßendorf erhalten, obwohl es seit den 1970er Jahren erhebliche Änderungen im Dorfbild gab.

### Statistik

#### Fläche
- 1854: 1255 Morgen, davon 990 Äcker, 265 Wiesen[23]
- 1961: 231 ha, davon 78 Wald (= 33,77 %)[1]

#### Bevölkerung
Einwohnerentwicklung 
| Bisses: Einwohnerzahlen von 1834 bis 2022 | Bisses: Einwohnerzahlen von 1834 bis 2022 | Bisses: Einwohnerzahlen von 1834 bis 2022 | Bisses: Einwohnerzahlen von 1834 bis 2022 | Bisses: Einwohnerzahlen von 1834 bis 2022 |
| --- | ----------------------------------------- | ----------------------------------------- | ----------------------------------------- | ----------------------------------------- |
| Jahr |                                           |                                           |                                           | Einwohner                                 |
| 1834 | 1834                                      |                                           | 315                                       | 315                                       |
| 1840 | 1840                                      |                                           | 340                                       | 340                                       |
| 1846 | 1846                                      |                                           | 348                                       | 348                                       |
| 1852 | 1852                                      |                                           | 350                                       | 350                                       |
| 1858 | 1858                                      |                                           | 318                                       | 318                                       |
| 1864 | 1864                                      |                                           | 303                                       | 303                                       |
| 1871 | 1871                                      |                                           | 316                                       | 316                                       |
| 1875 | 1875                                      |                                           | 284                                       | 284                                       |
| 1885 | 1885                                      |                                           | 270                                       | 270                                       |
| 1895 | 1895                                      |                                           | 307                                       | 307                                       |
| 1905 | 1905                                      |                                           | 296                                       | 296                                       |
| 1910 | 1910                                      |                                           | 283                                       | 283                                       |
| 1925 | 1925                                      |                                           | 279                                       | 279                                       |
| 1939 | 1939                                      |                                           | 253                                       | 253                                       |
| 1946 | 1946                                      |                                           | 355                                       | 355                                       |
| 1950 | 1950                                      |                                           | 383                                       | 383                                       |
| 1956 | 1956                                      |                                           | 336                                       | 336                                       |
| 1961 | 1961                                      |                                           | 328                                       | 328                                       |
| 1967 | 1967                                      |                                           | 357                                       | 357                                       |
| 1970 | 1970                                      |                                           | 366                                       | 366                                       |
| 1980 | 1980                                      |                                           | ?                                         | ?                                         |
| 1990 | 1990                                      |                                           | ?                                         | ?                                         |
| 2000 | 2000                                      |                                           | ?                                         | ?                                         |
| 2011 | 2011                                      |                                           | 669                                       | 669                                       |
| 2022 | 2022                                      |                                           | 614                                       | 614                                       |
| Datenquelle: Historisches Gemeindeverzeichnis für Hessen: Die Bevölkerung der Gemeinden 1834 bis 1967. Wiesbaden: Hessisches Statistisches Landesamt, 1968. Weitere Quellen: LAGIS; Zensus 2011; 2022 |                                           |                                           |                                           |                                           |

Religionszugehörigkeit
- 1961: 272 evangelische (= 82,39 %), 50 katholische (= 15,24 %) Einwohner[1]

## Religion

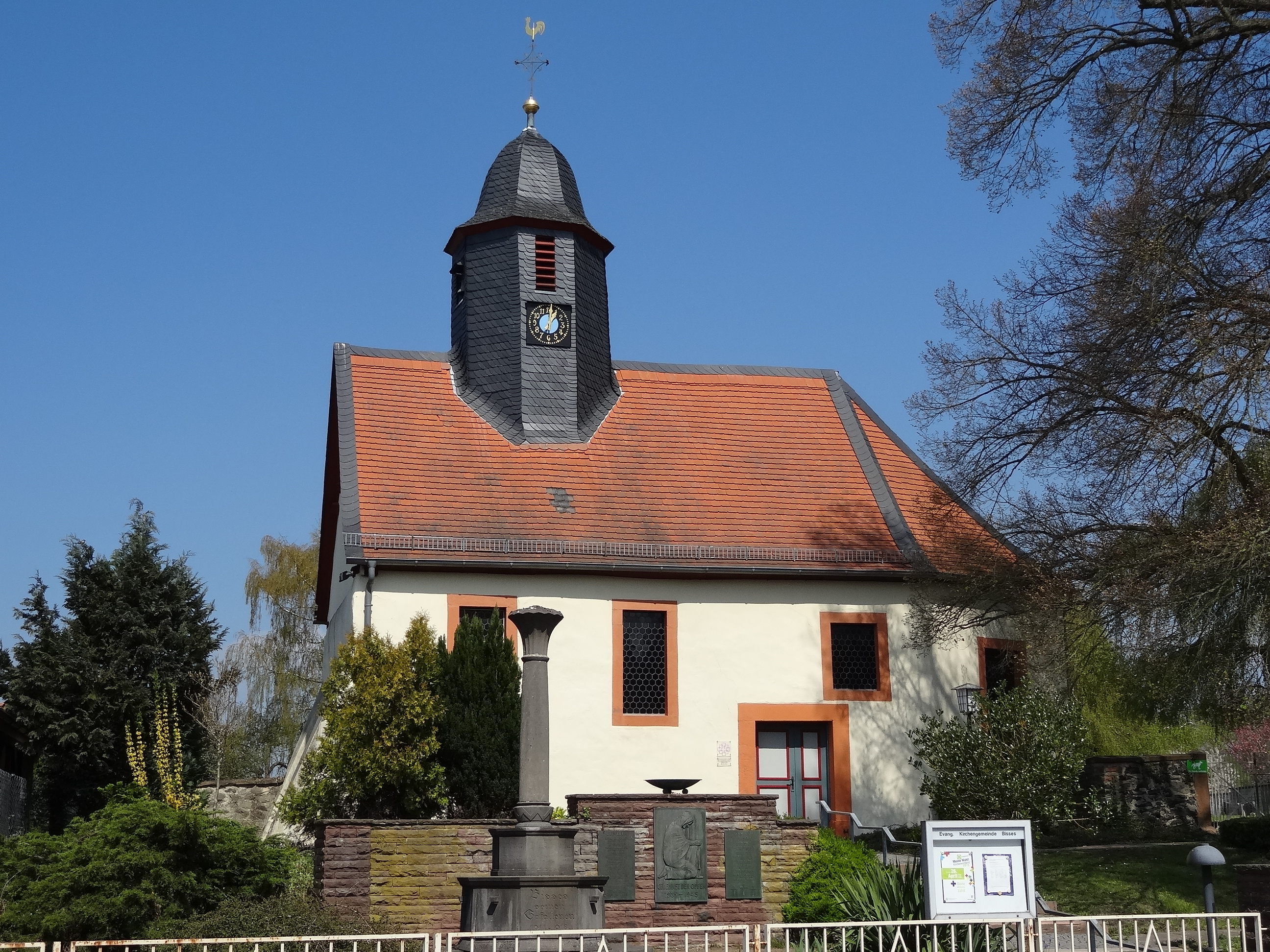
Evangelische Kirche in Bisses. Im Dachreiter (Glockenturm) befindet sich eine silberne Glocke, die sich auch im Ortswappen wiederfindet.

### Kirchengeschichte
Im Spätmittelalter waren Bisses, Grund-Schwalheim, Gettenau, Reichelsheim mit Bingenheim Teil des Kirchensprengels Echzell. "Echzel cum Bisses" (Echzell mit Bisses) gehörte zum Archidiakonat St. Maria ad Gradus (Mainz).
Die Evangelische Kirche Bisses wurde 1503 in der Spätgotik erbaut.
Von 1552 bis 1857 war Bisses eine Filiale der Kirche Echzell. Die Diakone aus Echzell betreuten die Gemeinde in Bisses. Dann wurde Bisses eigenständige Kirchengemeinde. Aber bereits ab dem Jahre 1900 wurde die Gemeinde nur noch im Spezialvikariat verwaltet. 1983 wurden Bisses und Gettenau pfarramtlich verbunden. Seit 2007 werden die evangelischen Kirchengemeinden in Echzell und Bisses wieder von einem gemeinsamen Pfarrer betreut. Bis zu seinem Ruhestand 2014 war dies Pfarrer Heinz Weber.

### Jüdische Gemeinde
Erstmals wird ein Jude in Bisses 1575 erwähnt. Auch 1624 lebten Juden hier. Von den jüdischen Einrichtungen im Dorf blieb der Friedhof, der 1886 erweitert wurde, erhalten. Hier war auch im 19. Jahrhundert die Begräbnisstätte für Juden aus Berstadt. Der jüdische Friedhof befindet sich am Ostrand des Dorfes.
Außerdem gab es in Bisses eine jüdische Schule und eine Synagoge. Diese wurde in der zweiten Hälfte des 19. Jahrhunderts nach Echzell verlegt. Im Ersten Weltkrieg dienten neun jüdische Mitbürger als Soldaten, zwei fielen. 21 jüdische Mitbürger aus Bisses wurden in Konzentrationslagern ermordet.
Nur eine jüdische Familie konnte rechtzeitig emigrieren.

## Sehenswürdigkeiten
- evangelische Kirche Bisses
- Jüdischer Friedhof
- Straßendorf mit giebelständigen Häuserreihen
- Die ehemaligen Gebäude der Familie von Nagel.[31]
- Dorfteich

Siehe auch: Liste der Kulturdenkmäler in Bisses

## Vereine
- Freiwillige Feuerwehr Bisses
- Apfelweinverein „Äppelwoifreunde Bisses“
- Rollerclub Bisses